# Idaea pseudaurata
Idaea pseudaurata là một loài bướm đêm trong họ Geometridae.